# ХТ Еронет
ЈП Хрватске телекомуникације д. д. Мостар, послује као ХТ Еронет, је телекомуникациони оператор у Босни и Херцеговини. Основан је након одвајања Хрватске поште Мостар (ХП Мостар) и Хрватске телекомуникације (ХТ).